# European Darts Tour 2023
Die European Darts Tour 2023 war die zwölfte Austragung der von der Professional Darts Corporation (PDC) und PDC Europe ausgetragenen Dartsturnierserie. Sie war ein Teil der PDC Pro Tour 2023 und bestand aus 13 verschiedenen Turnieren in Kontinentaleuropa.

## Qualifikationsmodus
Wie im Vorjahr qualifizierten sich zunächst die Top 16 Spieler der PDC Pro Tour Order of Merit, welche in der zweiten Runde gesetzt waren. Des Weiteren qualifizierten sich automatisch die beiden höchstplatzierten Spieler aus dem Land, in dem das Turnier stattfand. Diese Spieler mussten ihr erstes Spiel gewinnen, damit ihr erhaltenes Preisgeld in der PDC Order of Merit verrechnet wurde.
Über einen Tour Card Holder Qualifier qualifizierten sich insgesamt 24 Spieler. Zwei weitere Spieler kamen je über den Nordic & Baltic Qualifier und den East Europe Qualifier zu den Turnieren. Die Zahl der Qualifikationsplätze im Host Nation Qualifier war auf zwei begrenzt. Wenn ein Gastgeberland keinen Spieler in der PDC Order of Merit stellte, wurden hier jeweils vier Startplätze vergeben. Die letzten zwei Startplätze wurden in einem Associate Member Qualifier an Spieler vergeben, die bei der Q-School keine Tour Card erspielen konnten.

## Spielorte
Gespielt wurde in Deutschland, Belgien, Österreich, Tschechien, der Niederlande, Ungarn. Gibraltar war nicht mehr Teil des Turnierkalenders.
| Lebbeke |

| Stuttgart |

| Leverkusen |

| München |

| Premstätten |

| Budapest |

| Riesa |

| Trier |

| Hildesheim |

| Jena |

| Zwolle |

| Prag |

| Kiel |

## European Tour Events
Am Ende der Saison qualifizierten sich die Top 32 der European Tour Order of Merit, einer gesonderten Form der PDC Pro Tour Order of Merit, in die nur das Preisgeld der European Tour Events fließt, für die European Darts Championship.
| Nr. | Datum               | Event                     | Austragungsort               | Sieger             | Ergebnis | Finalist             |
| --- | ------------------- | ------------------------- | ---------------------------- | ------------------ | -------- | -------------------- |
| 1   | 24.–26. Februar     | Baltic Sea Darts Open     | Kiel, Wunderino Arena        | Dave Chisnall      | 8 : 5    | Luke Humphries       |
| 2   | 24.–26. März        | European Darts Open       | Leverkusen, Ostermann-Arena  | Gerwyn Price       | 8 : 7    | Dirk van Duijvenbode |
| 3   | 31. März – 2. April | International Darts Open  | Riesa, SACHSENarena          | Gerwyn Price       | 8 : 4    | Michael van Gerwen   |
| 4   | 8.–10. April        | German Darts Grand Prix   | München, Zenith              | Michael Smith      | 8 : 5    | Nathan Aspinall      |
| 5   | 21.–23. April       | Austrian Darts Open       | Premstätten, Steiermarkhalle | Jonny Clayton      | 8 : 6    | Josh Rock            |
| 6   | 28.–30. April       | Dutch Darts Championship  | Leeuwarden, WTC Expo         | Dave Chisnall      | 8 : 5    | Luke Humphries       |
| 7   | 5.–7. Mai           | Belgian Darts Open        | Lebbeke, Oktoberhallen       | Michael van Gerwen | 8 : 6    | Luke Humphries       |
| 8   | 12.–14. Mai         | Czech Darts Open          | Prag, Královka Arena         | Peter Wright       | 8 : 6    | Dave Chisnall        |
| 9   | 26.–28. Mai         | European Darts Grand Prix | Sindelfingen, Glaspalast     | Rob Cross          | 8 : 6    | Luke Humphries       |
| 10  | 30. Juni – 2. Juli  | European Darts Matchplay  | Trier, Arena                 | Luke Humphries     | 8 : 7    | Dirk van Duijvenbode |
| 11  | 8.–10. September    | German Darts Open         | Jena, Sparkassen-Arena       | Krzysztof Ratajski | 8 : 3    | Stephen Bunting      |
| 12  | 22.–24. September   | Hungarian Darts Trophy    | Budapest, MVM Dome           | Dave Chisnall      | 8 : 7    | Luke Humphries       |
| 13  | 13.–15. Oktober     | German Darts Championship | Hildesheim, Halle39          | Ricardo Pietreczko | 8 : 4    | Peter Wright         |

## Format
Wie ab der European Darts Tour 2018 üblich, wurde das Halbfinale in der Distanz best of 13 legs und das Finale best of 15 legs gespielt. Die anderen Partien wurden im Modus best of 11 legs gespielt.

## Preisgeld
Insgesamt wurden pro Turnier £ 175.000 Preisgeld ausgeschüttet - £ 35.000 mehr als im Vorjahr. Das Preisgeld verteilte sich unter den Teilnehmern wie folgt:
| Position (Anzahl der Spieler) | Position (Anzahl der Spieler) | Preisgeld |
| ----------------------------- | ----------------------------- | --------- |
| Gewinner                      | (1)                           | £ 30.000  |
| Finalist                      | (1)                           | £ 12.000  |
| Halbfinalisten                | (2)                           | £ 8.500   |
| Viertelfinalisten             | (4)                           | £ 6.000   |
| Achtelfinalisten              | (8)                           | £ 4.000   |
| Verlierer der 2. Runde        | (16)                          | £ 2.500   |
| Verlierer der Vorrunde        | (16)                          | £ 1.250   |
|                               |                               |           |
|                               |                               | £ 175.000 |

## European Tour Order of Merit
Die Top 32 der European Tour Order of Merit qualifizierten sich für die European Darts Championship 2023.
| Platz | Spieler               | Preisgeld |
| ----- | --------------------- | --------- |
| 01    | Dave Chisnall         | £ 126.000 |
| 02    | Luke Humphries        | £ 114.500 |
| 03    | Michael van Gerwen    | £ 85.500  |
| 04    | Gerwyn Price          | £ 80.500  |
| 05    | Rob Cross             | £ 71.000  |
| 06    | Damon Heta            | £ 70.000  |
| 07    | Dirk van Duijvenbode  | £ 69.000  |
| 08    | Michael Smith         | £ 66.000  |
| 09    | Peter Wright          | £ 62.000  |
| 10    | Jonny Clayton         | £ 60.500  |
| 11    | Josh Rock             | £ 55.000  |
| 12    | Danny Noppert         | £ 52.500  |
| 13    | Nathan Aspinall       | £ 52.000  |
| 14    | Ricardo Pietreczko    | £ 46.000  |
| 15    | Krzysztof Ratajski    | £ 44.750  |
| 16    | Martin Schindler      | £ 40.500  |
| 17    | Stephen Bunting       | £ 39.750  |
| 18    | Joe Cullen            | £ 39.000  |
| 19    | Ross Smith            | £ 32.750  |
| 20    | Ryan Searle           | £ 30.500  |
| 21    | Andrew Gilding        | £ 30.250  |
| 22    | Daryl Gurney          | £ 30.000  |
| 23    | José de Sousa         | £ 24.500  |
| 24    | Gabriel Clemens       | £ 23.750  |
| 24    | Raymond van Barneveld | £ 23.750  |
| 26    | James Wade            | £ 22.500  |
| 27    | Gian van Veen         | £ 22.250  |
| 28    | Dimitri Van den Bergh | £ 21.000  |
| 29    | Keane Barry           | £ 19.500  |
| 30    | Madars Razma          | £ 16.500  |
| 30    | Brendan Dolan         | £ 16.500  |
| 30    | Chris Dobey           | £ 16.500  |

## Deutschsprachige Teilnehmer
Im Folgenden werden die Ergebnisse aller deutschsprachigen Teilnehmer aufgelistet.
| Land        | Spieler              | Baltic Sea Darts Open | European Darts Open | International Darts Open | German Darts Grand Prix | Austrian Darts Open | Dutch Darts Championship | Belgian Darts Open | Czech Darts Open | European Darts Grand Prix | European Darts Matchplay | German Darts Open | Hungarian Darts Trophy | German Darts Championship |
| ----------- | -------------------- | --------------------- | ------------------- | ------------------------ | ----------------------- | ------------------- | ------------------------ | ------------------ | ---------------- | ------------------------- | ------------------------ | ----------------- | ---------------------- | ------------------------- |
| Schweiz     | Stefan Bellmont      |                       |                     |                          |                         |                     |                          | Letzte 32          | Letzte 32        |                           |                          |                   |                        |                           |
| Deutschland | Gabriel Clemens      | Letzte 48             | Letzte 48           | Letzte 32                | Letzte 32               |                     | Letzte 32                | Achtelfinale       |                  | Letzte 32                 | Letzte 32                | Letzte 48         | Letzte 48              | Viertelfinale             |
| Deutschland | René Eidams          |                       | Letzte 32           |                          |                         |                     |                          |                    |                  |                           |                          |                   |                        |                           |
| Osterreich  | Marcus Haider        |                       |                     |                          |                         | Letzte 48           |                          |                    |                  |                           |                          |                   |                        |                           |
| Deutschland | Marcel Hausotter     |                       |                     |                          |                         |                     | Letzte 48                |                    |                  |                           |                          |                   |                        |                           |
| Deutschland | Florian Hempel       | Letzte 48             | Letzte 48           | Letzte 32                | Letzte 48               |                     |                          |                    |                  |                           |                          | Achtelfinale      |                        | Letzte 48                 |
| Deutschland | Fabian Herz          |                       |                     |                          |                         |                     |                          |                    |                  |                           | Letzte 48                |                   |                        |                           |
| Deutschland | Sven Hilling         |                       |                     |                          |                         |                     |                          | Letzte 48          |                  |                           |                          |                   |                        |                           |
| Deutschland | Dragutin Horvat      |                       |                     |                          | Letzte 32               |                     |                          |                    |                  |                           |                          |                   |                        |                           |
| Deutschland | Marcus Kirchmann     |                       |                     |                          |                         |                     |                          |                    |                  |                           |                          |                   |                        | Letzte 48                 |
| Deutschland | Daniel Klose         |                       |                     |                          |                         |                     |                          |                    |                  |                           | Letzte 48                | Letzte 48         |                        |                           |
| Deutschland | Nico Kurz            |                       | Letzte 48           |                          |                         |                     |                          |                    |                  | Letzte 48                 |                          | Letzte 48         |                        | Achtelfinale              |
| Deutschland | Liam Maendl-Lawrance |                       |                     | Letzte 32                | Letzte 32               |                     |                          |                    |                  | Letzte 48                 | Letzte 48                |                   |                        |                           |
| Deutschland | Ricardo Pietreczko   |                       | Viertelfinale       |                          |                         | Letzte 32           | Letzte 48                |                    |                  | Letzte 48                 | Letzte 32                | Letzte 32         | Letzte 48              | Sieg                      |
| Osterreich  | Rowby-John Rodriguez |                       |                     |                          |                         | Letzte 48           |                          |                    | Letzte 48        |                           |                          |                   | Achtelfinale           |                           |
| Deutschland | Pascal Rupprecht     |                       | Letzte 48           | Letzte 48                |                         |                     |                          |                    |                  | Letzte 32                 |                          |                   |                        |                           |
| Deutschland | Martin Schindler     | Viertelfinale         | Letzte 32           | Halbfinale               | Letzte 32               | Letzte 32           | Achtelfinale             | Achtelfinale       | Letzte 32        | Viertelfinale             | Achtelfinale             | Achtelfinale      | Achtelfinale           | Letzte 32                 |
| Osterreich  | Hannes Schnier       |                       |                     |                          |                         | Letzte 32           |                          |                    |                  |                           |                          |                   |                        |                           |
| Deutschland | Niko Springer        | Letzte 32             |                     | Achtelfinale             |                         |                     |                          |                    |                  |                           |                          |                   |                        |                           |
| Osterreich  | Mensur Suljović      |                       |                     |                          |                         | Viertelfinale       |                          |                    |                  |                           |                          |                   |                        |                           |
| Deutschland | Danny Tessmann       |                       |                     |                          |                         |                     |                          |                    |                  |                           |                          | Letzte 48         |                        |                           |
| Schweiz     | Marcel Walpen        |                       |                     |                          |                         |                     |                          |                    |                  | Letzte 48                 |                          |                   |                        |                           |
| Deutschland | Lukas Wenig          | Letzte 32             |                     |                          |                         |                     |                          |                    |                  |                           |                          |                   |                        |                           |